# Rudolf Erhard
Rudolf Erhard (* 1951) ist ein deutscher Journalist und Autor.

## Biografie
Rudolf Erhard wuchs in Oberaudorf auf und begann 1977, noch während seines Studiums, als freier Hörfunkjournalist beim
Bayerischen Rundfunk. Seit 1981 ist er hauptberuflich beim Bayerischen Rundfunk tätig. Die Landespolitik ist seit 1982 der Schwerpunkt seiner Arbeit.
Er ist der Landtagskorrespondent des Bayerischen Rundfunks im Maximilianeum und gilt als Experte für die bayerische Landespolitik.
Des Weiteren ist Erhard als Featureautor beim BR-Hörfunk tätig.
Am 14. Juli 2005 wurde ihm der Bayerische Verdienstorden verliehen.
Am 6. Mai 2010 trat Rudolf Erhard gegen Ulrich Wilhelm bei der Wahl zum Intendanten des BR an. Wilhelm gewann mit 40:3 Stimmen.
Erhard ist Mitglied der Bayerischen Landtagspresse – Landespressekonferenz Bayern e.V. und war deren Vorsitzender.
Erhard war bis 2013 Mitglied im Vorstand der Freienvertretung im BR, einem Verein zur Vertretung der Interessen der freien Mitarbeiter des
Bayerischen Rundfunks.